# Anna Dobrowolska (Sprawiedliwa wśród Narodów Świata)
Anna Dobrowolska – polska nauczycielka, członkini Żegoty, „Sprawiedliwa wśród Narodów Świata”.

## Życiorys
W trakcie II wojny światowej, jako przedstawicielka Stronnictwa Demokratycznego, Anna Dobrowolska została skarbnikiem Żegoty (Rada Pomocy Żydom) w Krakowie. Do jej obowiązków należało udzielanie pomocy finansowej setkom Żydów ukrywających się po aryjskiej stronie miasta lub internowanych w okolicznych obozach pracy przymusowej (m.in. w obozie w Płaszowie). Choć sama znana była jedynie pod pseudonimem „Michalska”, wszystkich swoich klientów znała po imieniu. Mieszkanie Dobrowolskiej było także miejscem spotkań kurierów Żegoty; Dobrowolska dostarczała im pieniądze do rozdania potrzebującym, a oni przynosili jej pokwitowania. Mimo zagrożenia Dobrowolska kontynuowała działalność konspiracyjną aż do wyzwolenia miasta z rąk Niemców przez Armię Czerwoną w 1945 r. Przez całą okupację przechowywała w swoim mieszkaniu tysiące dokumentów i kwitów. Z zawodu nauczycielka, Dobrowolska znalazła także czas i energię, aby uczyć w swoim domu kilkoro żydowskich dzieci, które nie mogły uczęszczać do zwykłej szkoły.    

Maria Hochberg-Mariańska - krakowska przedstawicielka podziemia żydowskiego - zanotowała w swoich wspomnieniach: 
„Jeszcze dzisiaj pamiętam ciemną bramę tego domu, wydeptane schody i wysoką, szczupłą postać Pani Anny, jej dobre oczy za okularami i księgi skarbowe Rady, które prowadziła tak starannie i skrupulatnie, jakby to nie były niebezpieczne dokumenty, ale niewinne wykazy przedwojennej opieki socjalnej”.
7 czerwca 1984 r. Instytut Jad Waszem uhonorował Annę Dobrowolską medalem „Sprawiedliwy wśród Narodów Świata”.